# Mambo
El mambo és una forma musical i un estil de dansa cubà. La paraula mambo pertany a la religió vodú, és d'origen africà i significa «conversar amb els déus».

## Història
Els orígens del mambo no són clars. Alguns autors en defensen l'origen popular, com una interpretació que la població afrodescendent de l'illa va fer del danzón. L'any 1910 Antonio Arcaño va compondre Danzón de nuevo ritmo i en va batejar una de les parts amb el nom de mambo. El 1938 el compositor Orestes López va escriure la cançó anomenada Mambo, derivada d'un ritme popular cubà –el danzón– i de la contradansa europea en la seva versió americana però amb ritmes de la música popular africana, mesclat amb rumba i swing.
A finals dels anys 30, José Urfé va incloure un Montuno (típica secció conclusiva improvisada del Son cubà) al final del Bombín de Barreto . Aquesta era una secció enganxosa que consistia en la repetició d'una frase, on s'introduïen certs elements del Son dins del Danzón. A finals dels anys trenta, uns quants membres del grup d'Arcaño ja deien mambejarem quan es referien al Montuno o improvisació final dins del Danzón. Va ser el violoncel d'Arcaño, Orestes López, el que va crear el primer Danzón anomenat Mambo el 1938. En aquesta peça es combinaven alguns motius sincopats, presos de l'estil del Son, amb improvisacions de la flauta.
Antonio Arcaño va descriure el Mambo de la següent manera: «El mambo és un tipus de Montuno sincopat que posseeix la sabrosura rítmica del cubà, la seva informalitat i la seva eloqüència amb el censerro, el güiro i fa el sonar de les maraques. Una barreja de son, danzón i jazz, amb un sabor nou i un ritme més accelerat».
Arcaño, junt als seus músics (especialment els germans Orestes e Israel Cachao López), va ser clau en l'evolució del danzón cap el mambo els anys 40. Van introduir la secció rítmica coneguda com a montuno (amb més percussió i sincopació), enviant les bases per a després Dámaso Pérez Prado popularitzaria el nivell com a mambo (amb més percussió i sincopació), enviant les bases per a després Dámaso Pérez Prado popularitzaria el nivell com a mambo. la indispensable tomba corrobora el tombau del baix i enforteix el timbal». Com a ball, va resultar una novetat des dels seus mateixos orígens, perquè els balladors se deixaven anar per improvisar, encara que mantenint el joc de parella. Al llarg de la dècada dels anys cinquanta, va ser el primer ball de saló en què les parelles es deixaven anar i la dinàmica dels seus passos va tenir un impacte important als salons de ball dels Estats Units i Mèxic. Molts d'aquests passos es deuen en gran manera al coreògraf cubà Rodney (Roderico Neyra), famós pels seus espectacles a Tropicana.

### El Mambo a Mèxic
Dámaso Pérez Prado (1917-1989), pianista i arranjador matancer, es trasllada a l'Havana a principis dels anys quaranta i comença a treballar en cabarets, així com a les orquestres de Paulina Álvarez i Casino de la Platja. El 1949 viatja a Mèxic buscant oportunitats de treball i aconsegueix gran èxit amb un nou estil, al qual designa un nom que ja havia estat utilitzat anteriorment per Antonio Arcaño, el de Mambo.
Així , va ser Dámaso Pérez Prado qui va popularitzar-ne la versió més coneguda a finals de la dècada del 1940, en la qual domina la forma sincopada i la contradansa. El director de l'orquestra pronuncia la paraula mambo allargant la primera vocal i assimilant la resta al so d'un tambor. El ritme té unes característiques que inviten a moure el cos. Les composicions més conegudes de Pérez Prado són Qué rico el mambo i Mambo Nº 5. Altres músics com Enrique Jorrín, Xavier Cugat, Israel López Cachao, Benny Moré i Tito Puente experimentaren amb noves versions del mambo mesclant altres ritmes llatins com el txa-txa-txa.
L'estil de Pérez Prado diferia del concepte anterior de Mambo. El nou estil posseïa una major influència de les orquestres de jazz nord-americans, i una instrumentació ampliada composta per quatre o cinc trompetes, quatre o cinc saxòfons, contrabaix, bateria, maraques, esquellot, bongó i tombandores. El nou Mambo incloïa un saborós contrapunteig entre les trompetes i els saxòfons, que impulsava a moure el cos al compàs del ritme, estimulat en la conclusió de les frases amb una característica i sonora expressió gutural.
Com que la seva música estava dedicada a un públic que habitava fora de les fronteres de la nació cubana, Pérez Prado sempre va utilitzar en els seus arranjaments una gran quantitat d'elements internacionals, i especialment nord-americans. Aquesta característica es posa en evidència en els seus arranjaments de les cançons Mambo Rock, Patricia i Tequila, on utilitza el ritme del swing estatunidenc, de subdivisió ternària, fusionat amb elements de Rumba o Son cubans. El repertori de Pérez Prado va incloure nombroses peces internacionals, com ara: Cerezo Rosa, María Bonita, Té para dos, La Bikina, Cuando calienta el sol , Malagueña i En un pueblecito español, entre moltes altres.
Beny Moré també va viure a Mèxic entre 1945 i 1952, i va ser allà on la gent va començar a anomenar-lo Beny en comptes de Bartolo. Va compondre i enregistrar alguns mambos a Mèxic, amb orquestres mexicanes, especialment amb la qual dirigia Rafael de Paz. El va gravar Yiri yiri bon, La Culebra, Mata siguaraya, Solo una vez i Bonito y sabroso, una cançó on elogia l'habilitat en el ball i la gràcia de les dones mexicanes, i declara que la Ciutat de Mèxic i l'Havana són ciutats germanes. També a Mèxic, Pérez Prado i Beny Moré van gravar uns quants mambos que van incloure La mucura, Rabo y oreja, i Pachito E'ché. En aquella època, Beny va gravar també amb l'orquestra de Jesús Chucho Rodríguez. El Chucho va quedar tan impressionat amb les habilitats musicals de Beny, que el va batejar amb el sobrenom de Bárbaro del Ritmo.
Els enregistraments de Pérez Prado estaven dirigits al públic hispà del continent americà, però uns quants dels seus més famosos mambos, com ara Mambo No. 5 i Que Rico el Mambo, van triomfar immediatament als Estats Units.

### Mambo a Nova York
Durant els anys cinquanta, diverses publicacions a Nova York van començar a publicar articles sobre el sorgiment d'una Revolució del Mambo a la música i la dansa. Les companyies d'enregistrament van començar a utilitzar el terme mambo a les seves produccions i van aparèixer nombrosos anuncis sobre lliçons de Mambo als diaris locals. La ciutat de Nova York havia fet del Mambo un fenomen cultural popular i transnacional. Cap a mitjans dels cinquanta, la mania del Mambo havia esdevingut una veritable febre. A Nova York el mambo era interpretat de tal manera que creava una gran exaltació en el públic que assistia a locals com el famós saló de ball Palladium Ballroom. Aquest aviat es va autoproclamar com El temple del Mambo, ja que ballarins com ara els asos del Mambo Killer Joe Piro, Augie i Margo Rodríguez, Paulito i Lilon, Louie Máquina i Pedro Aguilar (Cuban Pete), donaven allí demostracions del ball, i van guanyar una gran reputació, i van guanyar una gran reputació. Augie i Margo encara ballaven cinquanta anys després a Las Vegas.
Alguns dels més grans ballarins i les millors bandes de mambo durant els anys cinquanta van incloure: Augie & Margo, Michael Terrace & Elita, Carmen Cruz & Gene Ortiz, Larry Selon & Vera Rodríguez, Mambo Aces (Aníbal Vasquez i Samson Batalla), Killer Joe Piro, Paulito i Pete), Machito, Tito Rodríguez, José Curbelo i Noro Morales.
El 1999, el cantant alemany Lou Bega va treure al mercat un remix amb text nou de Mambo Nº 5, de Pérez Prado, que va ser un gran èxit internacional.

## Característiques musicals
El mambo té un ritme sincopat, amb un temps de silenci a cada compàs. Actualment existeixen tres ritmes diferents de mambo: el senzill, el doble i el triple. Sol tractar-se de peces instrumentals on es barregen elements de la percussió tradicional cubana amb d'altres de jazzístics (sobretot de swing) i orquestrals de la música nord-americana. En ocasions també inclou elements onomatopeics.
Sol ser interpretat per un conjunt de trompeta, saxòfon, trombó, timbals, maraques, güiro, clave, contrabaix, piano i esquellot.

## La dansa
El mambo es pot ballar en parelles o individualment, però les seves coreografies poden ser complicades perquè requereixen un alt grau de sincronització i agilitat. Existeixen molts passos de ball característics del mambo: base, lateral, el barret, la guajira, que sí que no, entre d'altres.
En la dansa es marquen quatre temps i es desenvolupa a partir dels següents elements:
- Posició inicial: recolzament del peu davant pel metatars i a continuació, al taló
- Braços al costat que es dobleguen per marcar al davant amb el peu contrari
- Lliscament de la cama cap endavant o el costat mentre l'altra es manté en flexió seguint el ritme base
- Moviment de maluc constant

El vestuari per ballar el mambo sol ser vistós, amb farbalans, cues i escots. També existeix un vestuari anomenat pachucos, una subcultura dels anys 50, que es compon d'un sac, camisa, pantalons, barret, tirants i una cadena.

## Pel·lícules temàtiques
- Aquest ball és el tema de la pel·lícula Mambo Kings protagonitzada per Antonio Banderas.
- Mad About Mambo de John Forte (2000).
- L'escena del saló de ball a West Side Story presenta una seqüència de mambo que es va fer famosa per les actuacions de Rita Moreno i George Chakiris amb la música de Leonard Bernstein.
- El mambo també és el tema de Dirty Dancing protagonitzada per Patrick Swayze i Jennifer Grey.
- Pobre Corazón, amb Lilia Prado.[9]
- Calle 54: una película de Fernando Trueba.[10]

## Músics destacats
- Israel Cachao López[11]
- Orestes López
- Dámaso Pérez Prado i la seva Orquestra
- Tito Rodríguez
- Machito
- Tito Puente
- Beny Moré
- Xavier Cugat i la seva Orquestra[11]
- Rafael de Paz i la seva Orquestra
- Pablo Beltrán Ruiz i la seva Orquestra
- Yma Sumac
- Lou Bega
- Edmundo Ros
- Kiko Mendive
- Micheal Sesini
- Richie Ray i Bobby Cruz